# Oleksandr Derdo
Oleksandr Viktorovitsj Derdo (Oekraïens: Олександр Вікторович Дердо) (Odessa, 3 februari 1979) is een Oekraïens voormalig voetbalscheidsrechter. Hij was in dienst van FIFA en UEFA tussen 2011 en 2017. Ook leidde hij van 2008 tot 2023 wedstrijden in de Premjer Liha.
Op 17 mei 2008 leidde Derdo zijn eerste wedstrijd in de Oekraïense nationale competitie. Tijdens het duel tussen Zakarpattia Oezjhorod en Zorja Loehansk (0–2) trok de leidsman viermaal de gele kaart. In Europees verband debuteerde hij tijdens een wedstrijd tussen Uliss Jerevan en Ferencváros in de voorronde van de UEFA Europa League; het eindigde in 0–2 en Derdo gaf twee gele kaarten. Zijn eerste interland floot hij op 22 maart 2013, toen Oostenrijk met 6–0 won van Faeröer. Tijdens dit duel gaf Derdo vier spelers een gele kaart.

## Interlands
| Datum         | Plaats             | Wedstrijd            | Uitslag | Competitie           | Kreeg geel | Kreeg voor de tweede keer geel en dus rood | Weggestuurd |
| ------------- | ------------------ | -------------------- | ------- | -------------------- | ---------- | ------------------------------------------ | ----------- |
| 22 maart 2013 | Wenen, Oostenrijk  | Oostenrijk – Faeröer | 6 – 0   | WK 2014 kwalificatie | 4          | 0                                          | 0           |
| 14 juni 2013  | Tiraspol, Moldavië | Moldavië – Kirgizië  | 2 – 1   | Vriendschappelijk    | 2          | 1                                          | 0           |